# ポポンS
ポポンSは、シオノギヘルスケアから発売されている総合ビタミン剤である。本項では「ポポン」ブランドで発売するシリーズ品についても述べる。

## 製品概要
1952年（昭和27年）、当時爆発的な売り上げを記録していた武田薬品工業（現・アリナミン製薬）のビタミン剤・「アリナミン」シリーズに対抗する形で塩野義製薬から発売された。当初は医薬品として「ポポン」の名称で誕生し、1955年（昭和30年）には「ポポンS」に改名、更に1986年（昭和61年）には「新ポポンS」と改名、2000年（平成12年）に「ポポンS」に戻すという歴史を持つ。2010年（平成22年）7月23日には従来の100錠・180錠から、60錠・120錠・240錠に容量を変更し、パッケージデザインもリニューアルされた。各種ビタミンからカルシウム・マグネシウムも含まれる。同社が発売する「ポポン」以外のビタミン剤にはビタミンC主薬製剤の「シナール」やビタミンB1主薬製剤の「ベリックス」などがある。（以前は「べクス」も発売されていたが、現在は製造・販売を終了）
2012年2月にはシリーズ品として、鉄・葉酸・カルシウムを含む11種類のビタミンと3種類のミネラルを配合した医薬品【指定第2類医薬品】「ポポンSプラス」を発売(TVCMでは2009年6月の薬事法改正に伴うテロップ内容が付いている）。さらに2013年6月には8種類のビタミンと2種類のミネラルに、アミノ酸などの栄養素が豊富に含まれているローヤルゼリーとエネルギー代謝を促進するα-リポ酸誘導体のチオクト酸アミド、生薬成分のリュウガンニクエキスを配合した総合ビタミン剤（指定医薬部外品）「ポポンSローヤル」を発売した。
2016年4月に塩野義製薬の日本国内におけるコンシューマーヘルスケア部門の分社化に伴い、シオノギヘルスケアへ移管された。

## シリーズ製品一覧
「ポポンS」が属する総合ビタミン剤以外にも、目薬や整腸薬が発売されている。過去には、ビタミン主薬製剤も発売されていた。

### 総合ビタミン剤
- ポポンS【指定医薬部外品】
- ポポンSプラス【指定第2類医薬品】 - 2012年（平成24年）2月発売。「ポポンS」の処方をベースにシアノコバラミン（ビタミンB12）、葉酸、炭酸マグネシウム、フマル酸第一鉄（鉄）を加えた11種類のビタミンと3種類のミネラルを配合。60錠入りはチャック付パウチ包装としている（使用上の注意テロップは、TVCMにおいて薬事法改正に伴うテロップ内容を放映していた）（製造販売元：生晃栄養薬品）。

### 目薬
- ポポンピュメリ目薬R【第3類医薬品】 - 2010年（平成22年）3月発売。シアノコバラミン（ビタミンB12）、ピリドキシン塩酸塩（ビタミンB6）配合（製造販売元：テイカ製薬）。

### 整腸薬
- ポポンVL整腸薬【第3類医薬品】- 2011年（平成23年）12月発売。ビフィズス菌・ガセリ菌・アシドフィルス菌にビタミンB2・B6・Cを配合したチュアブル（水なしで服用する）タイプ（製造販売元：日東薬品工業）。

### 販売終了品
なお、ジセチアミン塩酸塩水和物は後にセトチアミン塩酸塩水和物に改名されており、2022年7月時点でのシオノギヘルスケア内の現行品では「べリックスBeプラス【第3類医薬品】」などに配合されている。
- ポポンai（アイ）【指定医薬部外品】 - 主に妊娠授乳期や産前産後の栄養補給に向けたビタミン含有保健剤で、「ポポンS」に配合されているビタミンA（レチノールパルミチン酸エステル）、ニコチン酸アミド、ビタミンD3（コレカルシフェロール）を省く代わりに、葉酸と鉄分（フマル酸第一鉄）を配合し、他の有効成分の一部は含有量が減らされている（製造販売元：佐藤薬品工業）。
- ポポンBフレッシュ【第3類医薬品】 - 以前から他の製品に配合されていた自社開発のジセチアミン塩酸塩水和物（ビタミンB1誘導体）を配合したビタミンB1主薬製剤。
- ポポンメグルーナ【第3類医薬品】 - ニンジン乾燥エキスと天然型ビタミンEなどを配合したビタミンE主薬製剤。フィルムコーティング錠を採用し、ポリ瓶入りの120錠とアルミパウチ包装入りの36錠がある（製造販売元：廣貫堂）。
- ポポンENE（エネ）【第3類医薬品】 - 7種のビタミンとカルニチンを配合したビタミン含有保健薬。PTP包装の40錠入りと160錠入りの2サイズ（製造販売元：ダイト）。
- ポポンSローヤル【指定医薬部外品】 - 8種類のビタミンと2種類のミネラルに、ローヤルゼリーとチオクト酸アミド、リュウガンニクエキスを配合したビタミン含有保健薬（製造販売元：佐藤薬品工業）。
- ポポンCホワイト【第3類医薬品】 - 4種類のビタミンとL-システインを配合したビタミンC主薬製剤。2019年（平成31年）3月に発売された「シナールLホワイト エクシア」が実質的な後継製品となる。
- ポポンピュメリ錠VA【指定第2類医薬品】- レチノールパルミチン酸エステル（ビタミンA）やジセチアミン塩酸塩水和物（ビタミンB1誘導体）を配合（製造販売元：ダイト）。
- ポポンピュメリ錠VB【第3類医薬品】 - ジセチアミン塩酸塩水和物（ビタミンB1誘導体）やコハク酸d-α-トコフェロール（天然型ビタミンE）など5種類のビタミンを配合。
- ポポンピュメリ目薬M【第3類医薬品】- 涙液型目薬（眼科用薬）。添加物としてヒマシ油も配合（製造販売元：テイカ製薬）。

## CM・その他
タケダの「アリナミンA」に対抗して発売されたこともあり、発売当時から同社の肝煎りにより、大々的なキャンペーンがなされていた。テレビが一般家庭に浸透する以前の1950年代中頃には、有楽町の日劇近くにネオンサインを設置していたこともある。
紙媒体の広告においては、1950年代には左幸子が、1960年代には仲代達矢（当時のキャッチコピーは、『明日のために今日ものむ』『ポポンSは あなたの保健剤です』）が、それぞれモデルを務めていた。
1955年に最初のテレビCMが放映。三木鶏郎作詞・作曲の楽曲「ポポンの歌」に沿った内容のアニメーションCMだった。
1970年代からテレビでのCM放映が再開し、当時のCMにはブライアン・ハイランドのヒット曲、ベイビー・フェイス  Baby Face（テレビ朝日「タモリ倶楽部」の「空耳アワー」の最後のシーンで流れている曲）やジョニー・ティロットソンのポエトリー・イン・モーション Poetry In Motionといったオールディーズを使用したりしていた。また1992年には、塩野義製薬が当時F1・「チーム・ロータス」のスポンサーだったこともあり、1992年はF1マシンの走行シーンを中心にしたCMを流していたこともある（当時のキャッチコピーは、『疲れたら、のんでください』。なお、同社のCMは当時の社長の趣味もあってか、CMにおけるBGMの洋楽の使用頻度が高いことでも知られた）。
2002年に女優の小林聡美が出演し、ポポンS発売50周年を記念してつくられたCMは、当時のCM好感度ランキング1位を獲得している。
「ポポンピュメリ」のテレビCMには、ポポンピュメリシリーズのCMキャラクターである“ジョー”と“メグ”と一緒に、黛英里佳を起用していた。
2012年2月25日に放映が開始された「ポポンSプラス」のテレビCMでは、CMキャラクターに歌手の松下優也を起用している。松下にとっては本製品のテレビCMが、CM初出演となった。